# Alergologie și imunologie clinică
Alergologie și imunologie clinică reprezintă specialitatea care se ocupă cu studiul bolilor alergice, a bolilor și sindroamelor disimunitare, care includ tulburări de imunoreglare și imunodeficiențe.

## Legături externe
Materiale media legate de Alergologie și imunologie clinică la Wikimedia Commons